# Rotbauchfilander

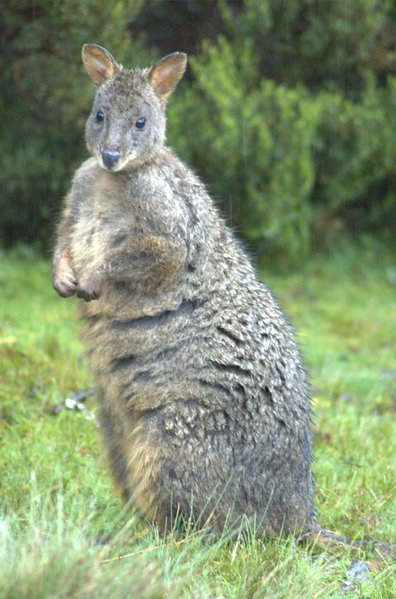
Rotbauchfilander

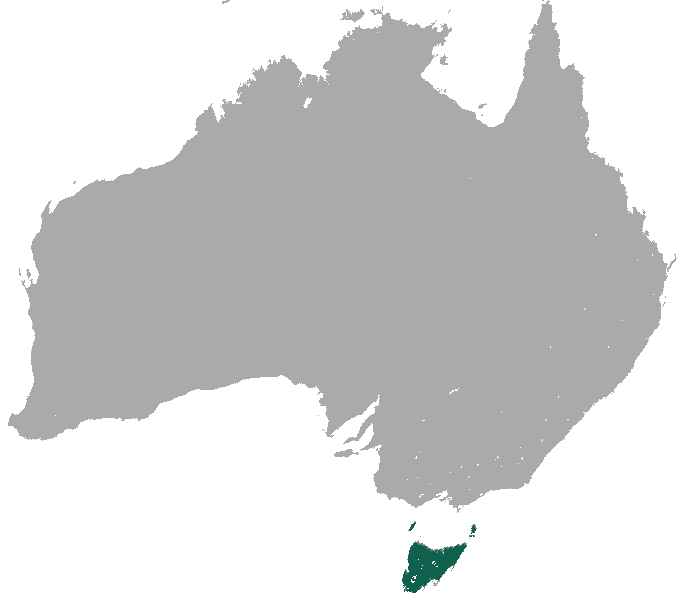
Verbreitungskarte des Rotbauchfilander

Der Rotbauchfilander (Thylogale billardierii) ist eine Känguruart aus der Gattung der Filander (Thylogale).
Der Artzusatz im wissenschaftlichen Namen ehrt den französischen Botaniker Jacques Julien Houton de La Billardiére, der an einer Expedition nach Australien teilnahm.

## Merkmale

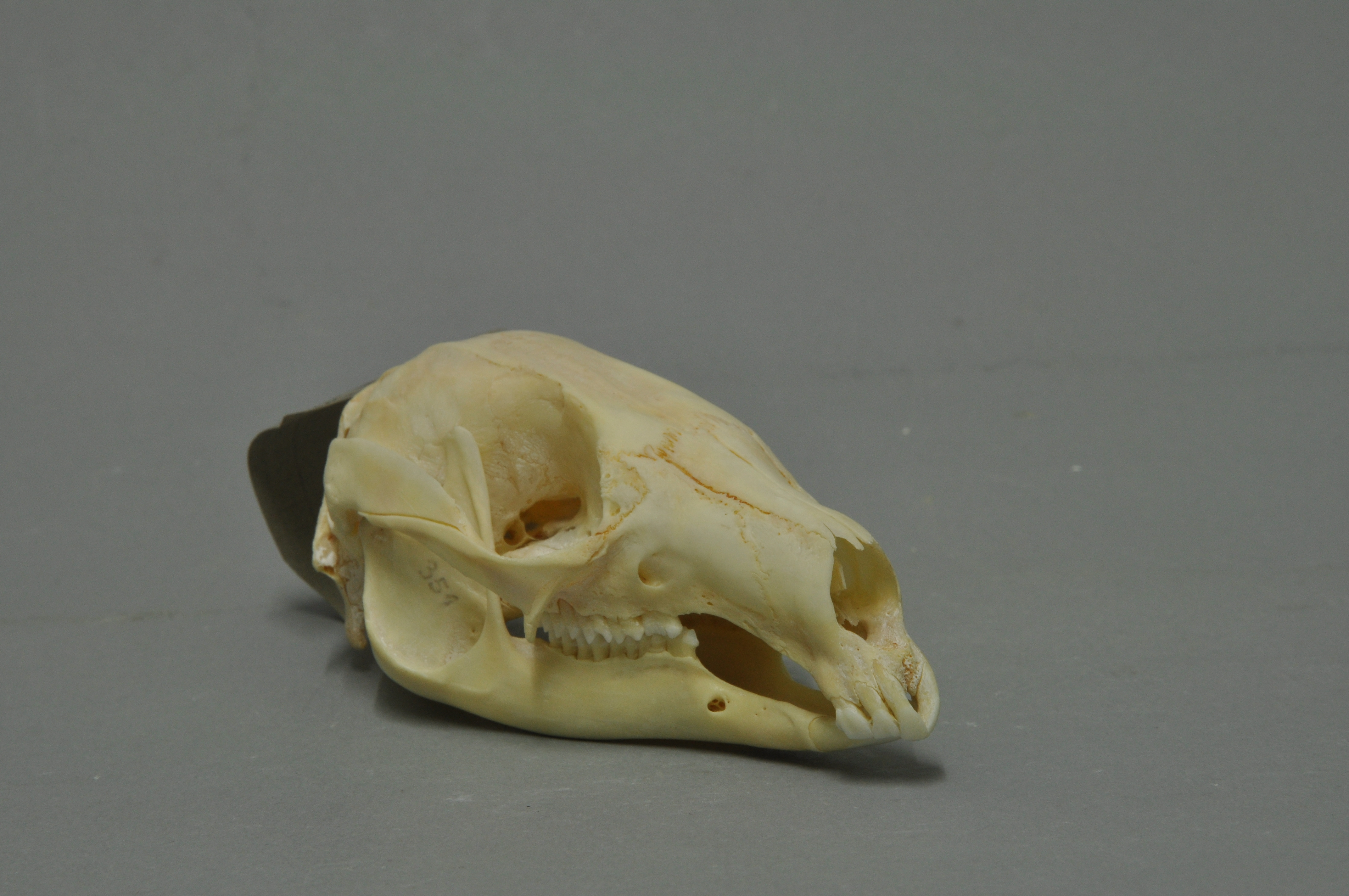
Schädel (Sammlung Museum Wiesbaden)

Rotbauchfilander sind relativ kleine Vertreter der Kängurus, die Männchen wiegen ungefähr sieben Kilogramm, die Weibchen vier Kilogramm. Ihr Körperbau ist stämmig, der spärlich behaarte Schwanz ist relativ kurz. Ihr langes Fell ist an der Oberseite graubraun gefärbt, die Unterseite ist rötlich-orange. Die Hinterbeine sind wie bei den meisten Kängurus länger und kräftiger als die Vorderbeine.

## Verbreitung und Lebensraum
Ursprünglich bewohnten Rotbauchfilander das südöstliche Australien und lebten im südöstlichen South Australia, in Victoria und auf Tasmanien. Auf dem Festland sind sie allerdings Anfang des 20. Jahrhunderts ausgestorben, sodass sie heute nur mehr auf Tasmanien vorkommen, wo sie aber häufig sind. Ihr Lebensraum sind mit dichter Vegetation bestandene Wälder und Buschländer.

## Lebensweise und Ernährung
Diese Kängurus sind überwiegend nachtaktiv, tagsüber schlafen sie in dichter Vegetation verborgen. In der Nacht gehen sie auf Nahrungssuche, dabei legen sie bis zu zwei Kilometer zurück, um vom Schlafplatz zur Futterstelle zu gelangen. Zum schnelleren Vorankommen legen sie Trampelpfade durch das dichte Unterholz an. Bei der Nahrungssuche bilden sie Gruppen von bis zu 10 Tieren, es gibt aber keine Anzeichen, dass diese Gruppen eine dauerhafte Struktur entwickeln. Ihre Nahrung besteht vorwiegend aus Gräsern und Kräutern. Beim Fressen halten sie sich stets in der Nähe der schützenden Vegetation auf und kehren bei Anzeichen von Gefahr sofort dorthin zurück.

## Fortpflanzung
Nach rund 30-tägiger Trächtigkeitsdauer bringt das Weibchen meist ein einzelnes Jungtier zur Welt. Die meisten Geburten fallen in die Monate April bis Juni. Wie bei vielen Kängurus lässt sich bei ihnen die verzögerte Geburt beobachten. Das Neugeborene verbringt seine ersten 200 Lebenstage im Beutel der Mutter und wird nach vier weiteren Monaten endgültig entwöhnt. Die Geschlechtsreife tritt mit rund 14 bis 15 Monaten ein. In freier Wildbahn beträgt ihre Lebenserwartung rund fünf bis sechs Jahre.

## Gefährdung
Die Bestände des Rotbauchfilanders auf dem australischen Festland sind Anfang des 20. Jahrhunderts, spätestens um 1920, ausgestorben. Die Hauptursache dafür waren die Nachstellungen durch die eingeschleppten Füchse. Auf Tasmanien ist die Art aber dermaßen häufig, dass sie mancherorts als Plage betrachtet wird und bejagt werden darf. Die IUCN listet die Art als nicht gefährdet.
In Europa wird die Art nicht mehr gepflegt, ehemalige Halter sind Kronberg, Frankfurt, Berlin und Augsburg.

## Belege
1. ↑  Beolens, Watkins & Grayson: The Eponym Dictionary of Mammals. JHU Press, 2009, S. 42 (englisch, Billardiere).
2. ↑   ZTL 10.6.